# 十羟基环戊烷
十羟基环戊烷是一种有机化合物，化学式 C5O10H10 或 C5(OH)10。 它是一种偕二醇，由环戊烷的十个氢原子都被氢氧基取代而成。
它可以看作是环戊五酮的五水合物。此外，很多资料和商品称为“环戊五酮五水合物”(C5O5·5H2O) 的物质，也被发现是十羟基环戊烷。
这种化合物是在1861年，由Heinrich Will 合成，但很长一段时间内都被认为是 C5O5的水合物。  它可以由克酮酸 C5O3(OH)2 和硝酸反应而成。 它是一种可溶于水的无色固体，在 115 °C融化并失水，在 160 °C时缓慢分解。